# La Damoiselle élue

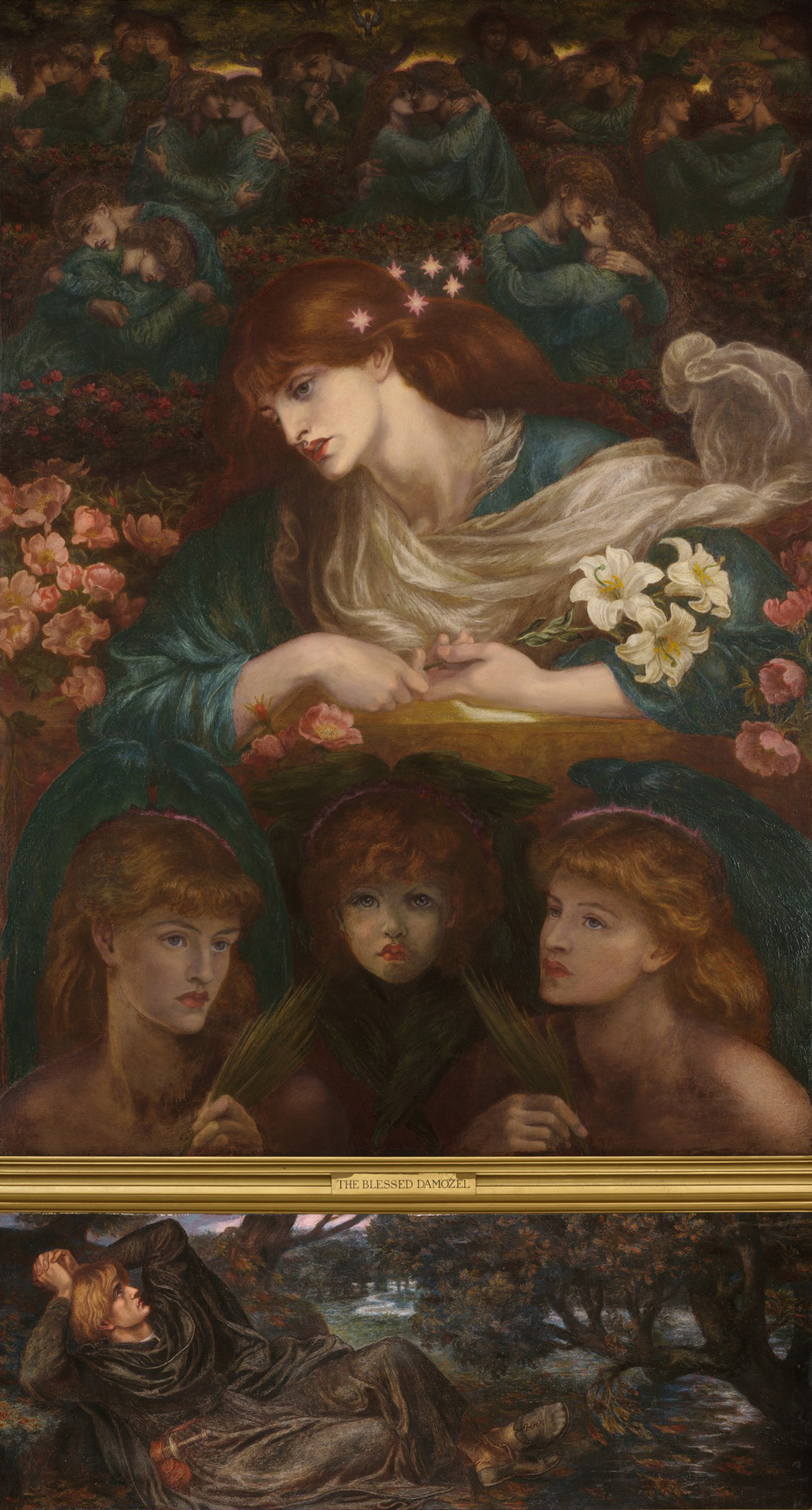
Dante Gabriel Rossetti, The Blessed Damozel (1878)

La Damoiselle élue (Die Erwählte, englisch: The Blessed Damozel), L. 62, ist eine weltliche Kantate von Claude Debussy. Er vertonte 1887 bis 1888 die französische Übersetzung eines Gedichts von Dante Gabriel Rossetti, „The Blessed Damozel“, und setzte die Musik für zwei Solistinnen, Frauenchor und Orchester. Die Uraufführung fand 1893 in Paris statt und war die erste öffentliche Aufführung eines Orchesterwerks von Debussy.

## Geschichte
Claude Debussy interessierte sich für den Symbolismus und ließ sich später von einem Gedicht von Stéphane Mallarmé zu seinem Prélude à l’après-midi d’un faune (1894) inspirieren. Er las eine Anthologie englischer Gedichte in der Übersetzung von Gabriel Sarrazin, Poètes modernes d’Angleterre (1883), und entschloss sich, das Gedicht „The Blessed Damozel“ des Präraffaeliten Dante Gabriel Rossetti, der sowohl als Dichter wie als Maler arbeitete, zu vertonen. Debussy hatte zu diesem Zeitpunkt wahrscheinlich Rossettis Gemälde zum gleichen Thema noch nicht gesehen, aber andere präraffaelitische Illustrationen, die ein neues Ideal weiblicher Schönheit zeigten. Debussy vollendete die Kantate 1889. In einem Brief an André Poniatowski vom 9. September 1892 schrieb er, dass er „ein kleines Oratorium mit einer mystischen, leicht heidnischen Note“ komponieren wollte („un petit oratorio dans une note mystique un peu païenne“). Debussy widmete das Werk dem Komponisten Paul Dukas. Er sandte seine Partitur an die Académie des beaux-arts als Bewerbung um den Prix de Rome.
La Damoiselle élue gehört in dieselbe Schaffensphase wie die Cinq poèmes de Charles Baudelaire, in der Debussy von der Musik Richard Wagners beeinflusst war. Später distanzierte er sich von diesem Einfluss, blieb jedoch der symbolistischen Literatur treu, als er seine Oper Pelléas et Mélisande schrieb.
La Damoiselle élue wurde in Paris von der société Nationale de Musique am 8. April 1893 uraufgeführt, gesungen von Julia and Thérèse Robert, und geleitet von Jean Gabriel-Marie. Es war das erste Werk Debussys mit Orchester, das öffentlich aufgeführt wurde. Die Premiere war ein Erfolg, und der Musikkritiker Pierre Lalo schrieb in Le Temps dass die Schönheit und Zartheit so groß seien, dass alle Gewagtheiten glücklich machten („telles sont la grâce et la délicatesse de son goût que toutes ses audaces sont heureuses“). Ein anderer Rezensent kritisierte dagegen das Werk als „sehr sinnlich und dekadent“ („très sensuelle et décadente“).
Eine Fassung für Stimme und Klavier wurde 1892 veröffentlicht. Debussy revidierte die Instrumentierung 1902. Eine Aufführung dauert ungefähr zwanzig Minuten.

## Diskografie
- Bidu Sayão und Rosalind Nadell, Philadelphia Orchestra, Eugene Ormandy, 1942 (Columbia).[7][8]
- Madeleine Gorge und Jacqueline Joly, Orchestre national de France, Désiré-Émile Inghelbrecht, 1950.[9]
- Jeanne Deroubaix und Suzanne Danco, WDR Rundfunkchor Köln, WDR Sinfonieorchester, Marcel Couraud, 1957.[10]
- Carol Smith und Victoria de los Ángeles, Boston Symphony Orchestra, Charles Munch, 1976 (RCA Victor).[11]
- Jocelyne Taillon und Barbara Hendricks, Orchestre de Paris, Daniel Barenboim, 1980 (Deutsche Grammophon).[12]
- Glenda Maurice und Ileana Cotrubas, Radio-Sinfonieorchester Stuttgart, Gary Bertini, 1982 (Orfeo).[13]
- Brigitte Balleys und Maria Ewing, London Symphony Orchestra, Claudio Abbado, 1987 (Deutsche Grammophon).[14]
- Paula Rasmussen und Dawn Upshaw, Los Angeles Philharmonic, Esa-Pekka Salonen, 1994 (Sony).[15]
- Sylvie Sullé und Mireille Delunsch, Orchestre national de Lille, Jean-Claude Casadesus, 1995 (Harmonia mundi).[16]